# Análisis de la marcha

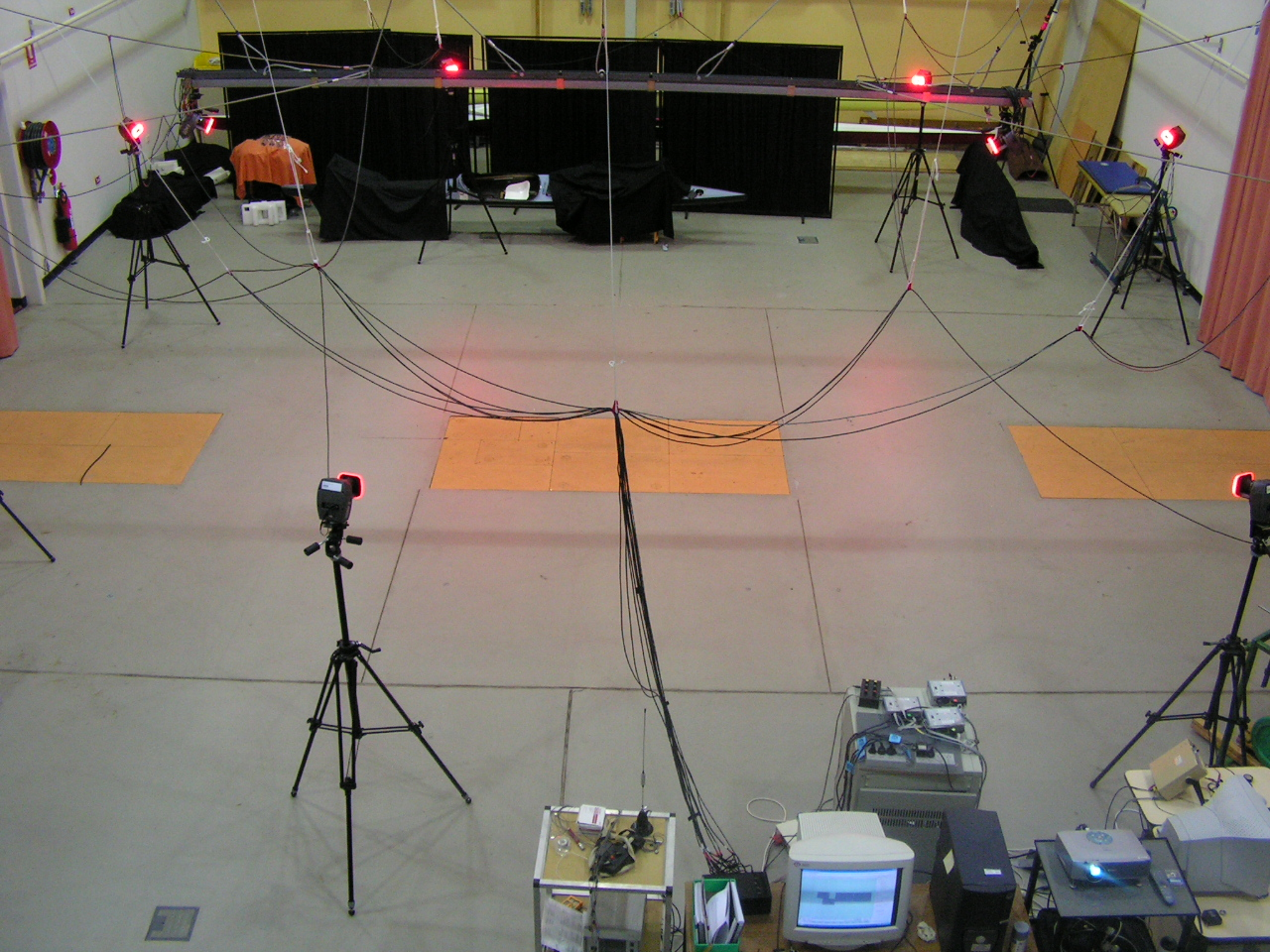
Laboratorio de análisis de la marcha

El análisis de la marcha es básicamente el estudio del movimiento del cuerpo humano. El proceso consiste en detectar y registrar los movimientos humanos para una evaluación posterior de esta información. Una vez recogidos, los datos se analizan y, finalmente, en caso de que sea necesario, se planifica un tratamiento.

## Historia
Los pioneros de la investigación científica sobre el análisis de la marcha fueron Aristóteles en De Motu Animalium (En la marcha de los Animales) y más tarde en 1680, Giovanni Alfonso Borelli, también llamado De Motu Animalium (I et II). En la década de 1890, el anatomista alemán Christian Wilhelm Braune y Otto Fischer publicaron una serie de documentos sobre la biomecánica de la marcha humana en condiciones de carga y descarga. 
Con el desarrollo de la fotografía, se hizo posible la captura de secuencias de imágenes que revelan detalles de la locomoción humana y animal que no se notan al ver el movimiento con el ojo desnudo. Eadweard Muybridge y Marey Étienne-Jules fueron los pioneros de esto a principios de 1900. Por ejemplo, fue la fotografía quien reveló por primera vez la secuencia detallada de la marcha del caballo "a galope", que suele estar mal representados en las pinturas realizadas con anterioridad a este descubrimiento.
Aunque las investigaciones anteriores fueron hechas en el campo de las cámaras de película, la aplicación generalizada de análisis de la marcha se realiza en seres humanos que presentan patologías como parálisis cerebral, enfermedad de Parkinson y trastornos neuromusculares, que se inició en la década de los 70 con la habilidad de sistemas de camera de vídeo que pueden realizar los estudios detallados de cada uno de los pacientes dentro de los límites realistas de costes y tiempo. El desarrollo de regímenes de tratamiento, a menudo en cirugía ortopédica, basados en los resultados de análisis de la marcha avanzó significativamente en la década de los 80. Muchos de los principales hospitales ortopédicos en todo el mundo tienen ahora los laboratorios para realizar estos estudios de la marcha que se utilizan habitualmente en un gran número de casos médicos, tanto para el diseño de planes de tratamiento como para el control de seguimiento.
La implementación de ordenadores modernos con la tecnología para realizar estos estudios se produjo de forma independiente a finales de la década de los 70 y principios de los 80 en laboratorios de investigación de varios hospitales, algunos a través de colaboraciones con la industria aeroespacial. Pronto siguió con el desarrollo comercial, con la aparición de sistemas de movimiento Vicon y BTS, y con el marketing de sistemas de análisis de la marcha a mediados de la década de 1980.

## Proceso y equipos

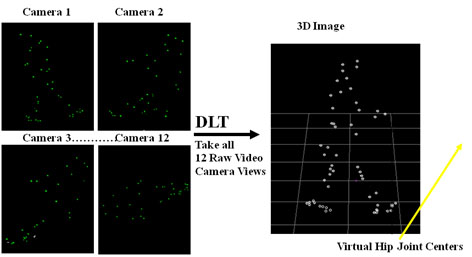
Adquisición de información de la posición de los marcadores en 2D gracias a las cámaras de la izquierda y de la derecha, esta combinación de información da lugar a una imagen en 3D sobre la posición de los marcadores

Un típico laboratorio de análisis de marcha tiene varias cámaras (video y / o infrarrojo) colocadas alrededor de una pasarela o una cinta rodante, que están vinculados a un ordenador. El paciente tiene marcadores situados en varios puntos de referencia del cuerpo (por ejemplo, las espinas ilíacas de la pelvis, el maléolo del tobillo, y los cóndilos de la rodilla), o grupos de marcadores aplicados a la mitad de los segmentos corporales . El paciente camina por la pasarela o la cinta rodante y el ordenador calcula la trayectoria de cada marcador en tres dimensiones. Un modelo se aplica para calcular el movimiento de los huesos subyacentes. Esto le da un desglose completo del movimiento de cada articulación.
Para el cálculo de la cinética de movimiento, la mayoría de los laboratorios tienen montado en el suelo transductores de carga, también conocido como plataformas de fuerza, que miden las fuerzas de reacción del suelo y los momentos, incluyendo la magnitud, la dirección y la ubicación (llamado centro de presión). La distribución espacial de las fuerzas también se puede medir con equipos pedobarographicos. Sumando esto a la dinámica conocida de cada segmento del cuerpo, permite que la solución de ecuaciones basadas en ecuaciones de Newton-Euler de movimiento que permite cálculos de las fuerzas netas y los momentos de la fuerza neta sobre cada conjunto en todas las etapas del ciclo de marcha. El método de cálculo de lo que se conoce como la dinámica inversa.
Este uso de la cinética, sin embargo, no se traduce en información para que los músculos individuales, sino grupos de músculos, como los extensores o flexores de la extremidad. Para detectar la actividad y la contribución de los músculos individuales con el movimiento, es necesario investigar la actividad eléctrica de los músculos. Muchos laboratorios también utilizan electrodos de superficie adherida a la piel para detectar la actividad eléctrica o un electromiograma (EMG) de, por ejemplo, los músculos de la pierna. De esta manera, es posible investigar los tiempos de activación de los músculos y, en cierta medida, la magnitud de su activación, por lo tanto evaluar su contribución a la marcha. Las desviaciones de los patrones normales de cinemática, cinética, o EMG se utilizan para diagnosticar patologías específicas, predecir el resultado de los tratamientos, o para determinar la eficacia de los programas de capacitación.

## Factores y parámetros
El proceso de deambulación está modulado o modificado por muchos factores, y los cambios que imprimen en el patrón de marcha habitual pueden ser transitorios o permanentes. Los factores pueden ser de diversos tipos:
- Extrínsecos: Hay varios factores extrínsecos, como por ejemplo el terreno, el calzado, la vestimenta, transporte de carga
- Intrínsecos: Los factores intrínsecos son sexo (hombre y mujer), peso, altura, edad, etc.
- Físicos: Los factores físicos se trata de por ejemplo del peso, la talla, la constitución física
- Psicológicos: Los factores psicológicos son del tipo la personalidad, las emociones
- Fisiológicos: Cuando se habla de factores fisiológicos se trata de características antropométricas
- Patológicos: Los factores patológicos pueden ser por ejemplo traumatismos, patologías neurológicas, musculo esquelética, trastornos psiquiátricos

Los parámetros que se tiene en cuenta para el análisis de la marcha son:
- Longitud del paso
- Longitud de la zancada
- Cadencia
- Velocidad
- Base dinámica
- Línea de progresión
- Angulo del pie

## Técnicas
El estudio comprende la cuantificación, es decir, introducción y análisis de parámetros medibles, así como la interpretación, es decir, llegar a conclusiones distintas sobre la persona (salud, edad, tamaño, peso, velocidad, etc.) a partir de su marcha. El análisis de la marcha consiste en la medición de lo siguiente:

### Temporal / espacial
Consiste en el cálculo de "la velocidad, la longitud de la cadencia, paso, etc.

```
Estas mediciones se llevan a cabo mediante:
```

- Cronómetro y marcas en el suelo.
- Marcha en una alfombra de presión.

### Cinemática
El análisis de la marcha también consiste en la medición del movimiento del cuerpo en el espacio (cinemática) y las fuerzas que intervienen en la producción de estos movimientos (cinética).
La Cinemática se puede grabar utilizando una variedad de sistemas y metodologías:
- Cronofotografía es el método más básico para la grabación de movimiento. Utiliza luces estroboscópicas en una determinada frecuencia. Esta técnica se ha utilizado en el pasado para ayudar en el análisis de la marcha en una sola imagen fotográfica.[4][5]
- Películas de cine o grabaciones de vídeo: utilizando imágenes de archivo de cámaras individuales o múltiples puede usarse para medir ángulos de las articulaciones y las velocidades. Este método se ha visto favorecido por el desarrollo de software de análisis que simplifica enormemente el proceso de análisis y permite el análisis en tres dimensiones en lugar de sólo dos dimensiones.

- Los sistemas de marcadores pasivos, usando marcadores reflectantes (generalmente bolas reflexivas), permite una medición muy precisa de los movimientos con varias cámaras (típicamente cinco a doce cámaras), simultáneamente. Las cámaras utilizan flash de alta potencia (por lo general de color rojo, cercano a infrarrojo) con filtros combinados para registrar la reflexión de los marcadores colocados en el cuerpo. Los marcadores se encuentran en puntos de referencia anatómicos palpables. Basados en el ángulo y tiempo de retardo entre la señal original y la reflejada, la triangulación de la marca en el espacio es posible. El software se utiliza para crear trayectorias en tres dimensiones a partir de estos marcadores que posteriormente da las etiquetas de identificación. Un modelo de computadora se utiliza para calcular los ángulos de las articulaciones de las posiciones relativas del marcador de la trayectoria marcada.[6] También se utilizan para capturar el movimiento en la industria del cine.[7]
- Los sistemas de marcadores activos son similares al sistema de marcadores pasivo pero utilizan marcadores activos. Estos marcadores son provocados por la entrada de la señal de infrarrojos y responden enviando una señal correspondiente de su cuenta. Esta señal se utiliza para triangular la ubicación del marcador. La ventaja de este sistema respecto al pasivo es que los marcadores individuales trabajan en frecuencias predefinidas y por lo tanto, tienen su propia "identidad". Esto significa que no se requiere post-procesamiento de ubicación de marcadores, sin embargo, los sistemas tienden a ser menos tolerantes para los marcadores fuera de la vista de los sistemas pasivos.
- Sistemas inercial (sin cámara) están basados en sensores MEMS inerciales, modelos biomecánicos, y los algoritmos de fusión de sensores. Estos sistemas de cuerpo entero o parcial, pueden utilizarse en interiores y al aire libre, independientemente de las condiciones de iluminación.[8][9]

### Cinética
Consiste en el estudio de las fuerzas que intervienen en la producción de estos movimientos.
La base de este estudio es el registro del vector de reacción del piso que se obtiene de las placas de fuerza, este vector está calibrado en un volumen conocido de donde se obtienen los datos cinemáticos, mediante un proceso de dinámica inversa se calculan los momentos articulares y los poderes generados.

### La electromiografía dinámica
Consiste en el estudio de los patrones de actividad muscular durante la marcha.  Existen diferentes métodos para hacer este registro, el más utilizado es la electromiografía de superficie, tiene la ventaja de ser un método no invasivo (a diferencia de la electromiografía con aguja).  Estos sensores obtienen un registro de actividad muscular que se llevan a una gráfica y se integran a las fases de la marcha para así identificar el momento de activación en relación con los ciclos de la marcha.  Es muy útil para identificar problemas de coespasticidad.

## Aplicaciones
El análisis de la marcha sirve para analizar la capacidad de caminar de las personas, así pues esta tecnología se puede utilizar para las siguientes aplicaciones:

### Diagnóstico médico
En este caso el análisis de la marcha es útil para evaluar, planificar y tratar a personas con condiciones que afectan su capacidad para caminar. La marcha patológica puede reflejar las compensaciones por patologías de base, o ser responsable de la causa de los síntomas en sí mismo. 
Parálisis cerebral y pacientes con ictus son los pacientes más frecuentes en los laboratorios de la marcha. El estudio de la marcha permite diagnosticar y plantear estrategias de intervención a realizar, para permitir futuros desarrollos en ingeniería de rehabilitación.
Aparte de las aplicaciones clínicas, es también de uso general en la biomecánica deportiva para ayudar a atletas optimizar y mejorar el rendimiento atlético y para identificar la postura relacionada o problemas relacionados con el movimiento en personas con lesiones.

### La identificación biométrica y ciencia forense
Puede utilizarse como un identificador biométrico para identificar a las personas individuales. Los parámetros se agrupan en espacio-temporal (longitud del paso, ancho de paso, la velocidad al caminar, el tiempo de ciclo) y cinemáticos (articulación de rotación de la cadera, la rodilla y el tobillo, la media de ángulos de las articulaciones de la cadera / rodilla / tobillo y muslo / tronco / ángulos de pie). Existe una alta correlación entre la longitud del paso y la altura de una persona.
También puede utilizarse como la autenticación de dispositivos electrónicos portátiles. Y también, para las investigaciones de resbalones y caídas, superficie de resistencia al deslizamiento se puede medir. La superficie puede ser analizada para determinar si se encuentra por encima o por debajo de los niveles aceptados del umbral de deslizamiento.
El medidor de Inglés XL deslizamiento, también conocido como VIT (Tribómetro incidencia variable) es un portátil de vanguardia "slip tester", que está diseñado para evaluar el coeficiente de fricción o "índice de deslizamiento" en diferentes superficies para caminar, el nivel o pendiente (incluso pasos), en seco y en humedad (o no contaminados) mediante la imitación de ciertos parámetros biomecánicos de peatones. Las medidas objetivas que pueden ser analizados y comparados con las fuerzas de "normal" para caminar y estándares de la industria respecto a la resistencia suelo antideslizante.

## Videos relacionados
- Video explicativo del concepto análisis de la marcha y ejemplo práctico[15]
- Video explicativo de cómo se lleva a cabo el análisis de la marcha[16]
- Video explicativo de cómo y para qué, la empresa Currex, realiza el análisis de la marcha a sus clientes[17]
- Video ejemplo de la lectura del análisis de la presión de los pies al moverse un sujeto[18]
- Video ejemplo del movimiento que realizan los músculos del cuerpo cuando se camina[19]
- Ejemplo de las diferentes gráficas obtenidas del análisis de movimiento mediante Animazoo Motion Capture[20]